# Red svetega Mihaela in svetega Jurija
Red svetega Mihaela in svetega Jurija (izvirno angleško The Most Distinguished Order of Saint Michael and Saint George) je britanski viteški red, ki ga je 28. aprila 1818 ustanovil Jurij, princ regent. Posvečen je svetemu Mihaelu in svetemu Juriju.
Red ima tri razrede članov:
- vitez velikega križa (GCMG)
- vitez poveljnik (KCMG)
- spremljevalec (CMG).